# Люис Морган
Люис Хенри Морган (21 ноември 1818 – 17 декември 1881) е американски антрополог, етнолог и писател. Макар и юрист по образование и професия, той е известен със своите проучвания върху индианците и теорията си за еволюцията на културите. Морган е изтъкната личност, получила множество високи отличия през живота си.

## Биография
Люис Морган се ражда в провинциално градче. През 1840 г. завършва право в колежа „Юниън“ в град Скънъктади и започва практика в родния си град Аурора, както и в Рочестър. Работи в нюйоркския сенат, през 1879 г. е избран за президент на Американската асоциация на научния прогрес и член на Американската академия на науките. Умира през 1881 г. на 63-годишна възраст.

## Морган и етнологията
Морган проявява жив интерес към индианците, населяващи неговия регион и спомага за учредяването на клуба Велекия орден на ирокезите (англ. Grand Order of the Iroquois), чиято цел е популяризиране интереса към ирокезите. Формално е приет за член на в тяхното общество като бива осиновен от ирокезкото племе сенека с името Тейедейоуку (името Tayadaowuhkuh носи смисъла на „изглаждащ различията“ между бѐлите и ирокезите).
В средата на XIX в. в своя труд „Ирокезкият род“ Луис Морган твърди, че обичайният начин за осигуряване на жени, включително и да се избегне кръвосмешението, е кражбата на жени от друг род.